# Анна Ягеллонка (королева Чехии)
Анна Ягеллонка (известна также как Анна Богемская и Венгерская; 23 июля 1503[…], Буда или Прага, Земли Чешской короны — 27 января 1547, Прага, Земли Чешской короны[…]) — супруга Фердинанда I, короля Германии, позднее ставшего императором Священной Римской империи, королева Германии.

## Биография

### Детство
Она была старшим ребёнком и единственной дочерью Владислава II и его третьей жены Анны де Фуа, а также старшей сестрой Людовика II, короля Венгрии и Чехии, и его наследницей.
После смерти отца Владислава II 13 марта 1516 года дети были переданы на попечение Максимилиана I, императора Священной Римской Империи. Было решено, что Анна выйдет замуж за его внука, эрцгерцога Фердинанда Австрийского, сына правящей королевы Хуаны Кастильской и её покойного мужа и соправителя Филиппа I Красивого.

### Брак
Анна вышла замуж за Фердинанда 25 мая 1521 года в Линце, Австрия. В это время Фердинанд правил на потомственных землях Габсбургов от имени его старшего брата Карла V, императора Священной Римской Империи. Согласно условиям брака Фердинанд должен был передать престол брату Анны, если у него самого не будет наследников мужского пола. У Анны и Фердинанда было 15 детей, причём все родились в Богемии или Венгрии. Оба герцогства страдали на протяжении веков от преждевременных смертей наследников престола.
Её брат Людовик II был убит в Мохачской битве против Сулеймана I Великолепного 29 августа 1526 года. Троны Богемии и Венгрии оказались вакантными. Фердинанд заявил о своих правах на оба трона и был избран королём Богемии 24 октября 1526 года, сделав Анну королевой Богемии.

### Королева
Получить трон Венгрии было труднее. Сулейман аннексировал многие земли. Фердинанд был провозглашён королём Венгрии группой дворянства, но другая группа венгерской знати отказалась передать иностранному правителю трон и выбрала Яноша Запольяи как альтернативного короля. Конфликт между двумя конкурентами и их наследниками продолжался до 1571 года. В 1531 года старший брат Фердинанда Карл V признал его своим наследником на трон Священной Римской Империи, и Фердинанд был повышен до титула короля Германии.
Анна была королевой-консортом Богемии и одной из трёх живущих королев Венгрии вплоть до своей смерти в 1547 году. Она умерла в Праге.
В 1556 году Карл V отрёкся от престола, и Фердинанд стал императором Священной Римской Империи, спустя девять лет после смерти Анны.

## Дети
| №  | Изображение | Имя         | Дата рождения    | Дата смерти                | Комментарий |
| -- | ----------- | ----------- | ---------------- | -------------------------- | --- |
| 1  |             | Елизавета   | 9 июля 1526      | 15 июня 1545               | В 1543 вышла замуж за Сигизмунда II Августа будущего короля Польши и Литвы.                                            |
| 2  |             | Максимилиан | 31 июля 1527     | 12 октября 1576            | Женился на кузине Марии Испанской.                                                                                     |
| 3  |             | Анна        | 7 июля 1528      | 16 октября/17 октября 1590 | Вышла замуж за Альбрехта V (герцога Баварии).                                                                          |
| 4  |             | Фердинанд   | 14 июня 1529     | 24 января 1595             | Женился на Филиппине Вельзер и затем на племяннице Анне Юлиане Гонзага.                                                |
| 5  |             | Мария       | 15 мая 1531      | 11 декабря 1581            | Жена Вильгельма, герцога Юлих-Клеве-Берга.                                                                             |
| 6  |             | Магдалина   | 14 августа 1532  | 10 сентября 1590           | Монахиня. |
| 7  |             | Екатерина   | 15 сентября 1533 | 28 февраля 1572            | В 1553 вышла замуж за Сигизмунда II Августа, короля Польши и великого герцога Литвы.                                   |
| 8  |             | Элеонора    | 2 ноября 1534    | 5 августа 1594             | Вышла замуж за Гульельмо I, герцога Мантуи.                                                                            |
| 9  |             | Маргарита   | 16 февраля 1536  | 12 марта 1567              | Монахиня. |
| 10 |             | Иоганн      | 10 апреля 1538   | 20 марта 1539              | Умер в детстве. |
| 11 |             | Барбара     | 30 апреля 1539   | 19 сентября 1572           | Вышла замуж за Альфонсо II д'Эсте.                                                                                     |
| 12 |             | Карл        | 3 июня 1540      | 10 июля 1590               | Отец Фердинанда II (императора Священной Римской империи).                                                             |
| 13 |             | Урсула      | 24 июля 1541     | 30 апреля 1543             | Умерла в детстве. |
| 14 |             | Елена       | 7 января 1543    | 5 марта 1574               | Монахиня. |
| 15 |             | Иоанна      | 24 января 1547   | 10 апреля 1578             | Вышла замуж за Франческо I, великого герцога Тосканы. Потомки — Карл II, король Англии и Людовик XIII, король Франции. |